# 라스트 나잇 (2010년 영화)
《라스트 나잇》(영어: Last Night)은 2010년에 공개된 미국과 프랑스의 로맨틱 드라마 영화이다.

## 줄거리
무엇 하나 부러울 것 없는 이상적인 삶을 살고 있는 뉴욕 상류층의 3년차 커플 조애나(키라 나이틀리 분)와 마이클(샘 워딩턴 분). 조애나는 마이클과 함께 한 파티에서 그의 동료 로라(에바 멘데스 분)를 만나게 되고, 두 사람의 눈빛이 심상치 않음을 직감한다. 게다가 다음 날 두 사람이 함께 출장을 가는 것을 알게 되자 불안한 감정을 감출 수 없다.
홀로 남겨진 조애나는 파리에서 출장 온 옛 사랑 알렉스(기욤 카네 분)와 우연히 마주치고, 저녁을 함께 하며 과거 그들이 나누었던 사랑과 꿈에 대해서 이야기한다. 낯선 출장지에서 로라의 유혹에 흔들리는 마이클과 잊고 지냈던 옛 사랑의 설렘과 알렉스의 구애에 조애나는 혼돈스러워 하는데…
상대방이 없는 단 하룻밤, 그들의 사랑을 뒤흔드는 유혹이 찾아온다.

## 출연진
- 키라 나이틀리 - 조애나 리드 역
- 샘 워딩턴 - 마이클 리드 역
- 에바 멘데스 - 로라 누네즈 역
- 기욤 카네 - 알렉스 만 역
- 대니얼 에릭 골드 - 앤디 역
- 앤슨 마운트 - 앤디 역
- 그리핀 던 - 트루먼 역
- 스테퍼니 로머노프 - 샌드라 역
- 스콧 애드싯 - 스튜어트 역
- 저스틴 코초너스 - 매기 역
- 레이 릿키 - 바버라 역
- 크리셀 알메이다 - 크리스 역
- 스티븐 메일러 - 고객 역

## 기타 제작진
- 총괄 제작: 크리스토프 리앙데, 버디 앤라이트
- 배역: 러레이 메이필드
- 미술: 팀 그라임스, 로버트 코블먼
- 의상: 앤 로스